# Vidange (film)
Pour les articles homonymes, voir Vidange.
Pour plus de détails, voir Fiche technique et Distribution.
Vidange est un film français réalisé par Jean-Pierre Mocky, sorti en 1998.

## Synopsis
Mariée à un pharmacien ennuyeux, une petite juge de province, Mireille Bertillet, mène une vie routinière jusqu'au jour où elle reçoit une mutation inattendue au Palais de Justice de Paris. Dès lors, elle se prend à rêver d'une grande carrière à la capitale et quitte son fiancé... Elle doit sa nomination à un procureur qui souhaite un juge inexpérimenté pour les grandes affaires. Elle doit gérer un lourd dossier compromettant impliquant de hautes personnalités de la vie politique et religieuse. Son prédécesseur, le juge Montel, s'est retrouvé en prison à la suite d'une indélicatesse. 
Cherchant à faire le jour sur ces sombres affaires de corruption en faisant fi des pressions, Mireille est séduite et manipulée par un certain Castellin, un homme à tout faire du tout Paris donc valet blanc du procureur entre autres, qui ne veut que la piéger pour mieux l'éloigner de son travail qu'elle prend trop au sérieux. Se faisant passer pour un écrivain, il réussit à l'amadouer jusqu'à ce que l'inspecteur Baron, amoureux d'elle, lui révèle la véritable identité de Castellin. Bouleversée, elle continue son action au péril de sa vie. On tente de la faire peur en lui conseillant de lâcher ses affaires sensibles mais elle ne démord pas. Soupçonné de l'avoir aidé, Castellin est abattu par des tueurs aux ordres de ses anciens amis. Finalement, Mireille démantèle un réseau de prostitution et de pédophilie dans lequel est impliqué... le procureur en personne qui l'a engagée, qui est aussitôt arrêté. 
Nommée au Syndicat de la Magistrature, elle poursuit, avec l'aide de Baron, son entreprise de moralisation et multiplie les mises en examen.

## Fiche technique
- Titre français : Vidange
- Réalisation : Jean-Pierre Mocky
- Scénario : Jean-Pierre Mocky, André Ruellan et Michel Grisolia
- Photographie : Edmond Richard
- Musique : Éric Demarsan
- Production : Jean-Pierre Mocky
- Montage : Jean-Pierre Mocky
- Pays d'origine : France
- Format : Couleurs
- Genre : drame
- Date de sortie : 21 octobre 1998

## Distribution
- Marianne Basler : Mireille
- Jean-Pierre Mocky : Castellin
- Laurent Labasse : Inspecteur Baron
- Michel Bertay : Jogeard
- Jacques Legras : Le procureur
- Dominique Zardi : Le juge Montel
- Alain Fourès : Nicolas Dugard
- Jean Barney : Mezzi
- Jean Abeillé : Marachielli
- André Cazalas : Le cardinal
- Henri Attal : Dantin, le brocanteur
- Christian Chauvaud : Inspecteur Thomas
- Roger Knobelspiess : le présentateur TV
- Evelyne Harter : la greffière
- Georges Lucas : Le vieux juge
- Michel Stobac : un des hommes de Jogeard
- Nadia Vasil : l'avocate de l'albinos
- Olivier Achard
- Michel Robin